# Jegrička
La Jegrička (en serbe cyrillique : Јегричка) est une rivière de Serbie qui coule en Voïvodine dans la région de la Bačka. Sa longueur est de 65 km. Elle est un affluent gauche de la Tisza.

## Géographie
La Jegrička prend sa source au sud du village de Pivnice, au centre de la Bačka. Elle oriente sa course vers l'est, direction qu'elle gardera tout au long de son cours. Elle passe à Despotovo, Ravno Selo, Zmajevo et Sirig, coulant en parallèle avec le canal Danube-Tisa-Danube et le Mali Kanal.
Près de la ville de Temerin, la Jegrička oblique vers le nord et passe à Gospođinci et pénètre dans les marais de Žabalj, où ses eaux alimentent la mare de Jegrička qui couvre une superficie d'environ 1 km2. La rivière poursuit sa course vers l'est sur le côté nord de la colline de Jurišna humka (88 m), puis elle se jette dans la Tisza.
Autrefois, la Jegrička était une rivière lente, au cours intermittent, reliant une série de marais et de marécages ; en période de hautes eaux, elle débordait et coulait comme une véritable rivière avant d'atteindre la Tisa. Aujourd'hui, la première section de la rivière (35 km) est canalisée. Sur les 20 km suivants, elle est conservée dans son état naturel tandis que les 15 derniers kilomètres alimentent des mares propices à la pêche. La lenteur de la rivière provient du fait qu'elle ne rencontre que 3 m de dénivelé sur les 65 km de son cours.
Parfois, la presse et la télévision font de la Jegrička la plus longue des rivières coulant à l'intérieur des limites de la Voïvodine. Cependant, la Krivaja, le Čik et la Mostonga sont plus importantes (respectivement 109, 95 et 70 km). Selon les statistiques, la Jegrička est classée parmi les canaux. En 2003, la rivière a été placée sous protection environnementale.

## Protection

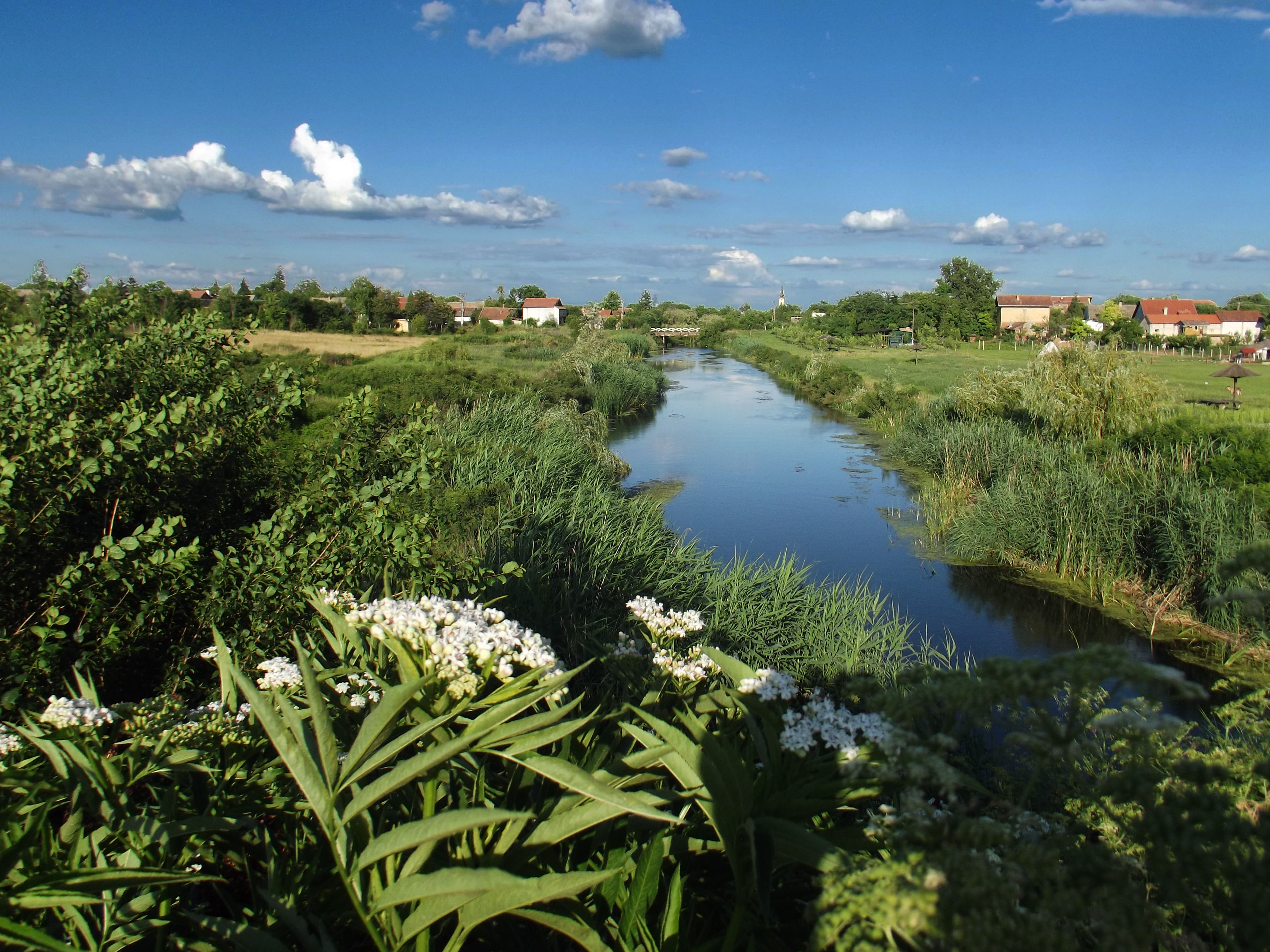
Le parc naturel de la Jegrička près de Zmajevo.

Le parc naturel de la Jegrička a été créé en 2005 et couvre une superficie de 1 144,81 ha ; il s'étend sur le territoire des municipalités de Bačka Palanka, Temerin et Vrbas et Žabalj. Placé sous la protection du gouvernement de la Voïvodine ; il appartient à la catégorie V de l'UICN. Le parc abrite environ 80 espèces de plantes aquatiques, dont le nénuphar blanc (Nymphea alba), la fougère des marais (Thelypteris palustris), la chataîgne d'eau (Trapa natans) et l'utriculaire commune (Utricularia vulgaris). La rivière abrite une vingtaine d'espèces de poissons, dont la perche, la carpe, le brochet, la tanche et le silure. Une partie du secteur, soit 5 400 ha, est également devenue une Zone importante pour la conservation des oiseaux (en français : ZICO ; en anglais : IBA) ; parmi les espèces protégées figurent le fuligule nyroca (Aythya nyroca), le grèbe jougris (Podiceps grisegena), le butor étoilé (Botaurus stellaris), le blongios nain (Ixobrychus minutus), le bihoreau gris (Nycticorax nycticorax), le crabier chevelu (Ardeola ralloides), le héron pourpré (Ardea purpurea), la marouette poussin (Porzana parva), la marouette ponctuée (Porzana porzana), la guifette moustac (Chlidonias hybrida), le guêpier d'Europe (Merops apiaster) et la pie-grièche écorcheur (Lanius collurio). Avec toutes ces caractéristiques, le parc naturel de la Jegrička s'est porté candidat pour devenir un site RAMSAR, pour la conservation et la protection des zones humides.